# Ronde van Catalonië 2003
De 83ste editie van de Ronde van Catalonië (Catalaans: Volta a Catalunya) werd gehouden van 16 juni tot en met 22 juni 2003 in de gelijknamige autonome regio in Spanje. Dit rittenkoers telde zeven etappes en ging over een afstand van 887,9 kilometer.

## Etappeoverzicht
| etappe | datum   | start               | finish      | afstand  | winnaar                  | klassementsleider        |
| ------ | ------- | ------------------- | ----------- | -------- | ------------------------ | ------------------------ |
| 1e     | 16 juni | Salou               | Vila-seca   | 22,9 km  | ONCE-Eroski              | Xavier Florencio         |
| 2e     | 17 juni | Móra d'Ebre         | El Morell   | 183,6 km | Bram de Groot            | Ángel Vicioso            |
| 3e     | 18 juni | La Pobla de Mafumet | Andorra     | 216,6 km | Michael Rasmussen        | Roberto Heras            |
| 4e     | 19 juni | Andorra la Vella    | Llívia      | 157,4 km | Jesús Manzano            | Roberto Heras            |
| 5e     | 20 juni | Llívia              | Manresa     | 166,3 km | Óscar Freire             | Roberto Heras            |
| 6e     | 21 juni | Molins de Rei       | Vallvidrera | 13,1 km  | José Antonio Pecharroman | José Antonio Pecharroman |
| 7e     | 22 juni | Sant Joan Despí     | Barcelona   | 128 km   | Ángel Vicioso            | José Antonio Pecharroman |

## Eindklassementen

### Algemeen klassement
| Plaats | Naam                | Ploeg                     | Tijd      |
| ------ | ------------------- | ------------------------- | --------- |
|        | José A. Pecharroman | Paternina-Costa Almeria   | 22u15'13" |
| 2      | Roberto Heras       | US Postal-Berry Floor     | + 43"     |
| 3      | Koldo Gil           | ONCE-Eroski               | + 3' 46"  |
| 4      | Rafael Casero       | Paternina-Costa Almeria   | + 4' 02"  |
| 5      | Ivan Basso          | Fassa Bortolo             | + 4' 29"  |
| 6      | Benjamin Noval      | Colchon Relax-Fuenlabrada | + 4' 36"  |
| 7      | Guido Trentin       | Cofidis                   | + 4' 39"  |
| 8      | Santiago Blanco     | Colchon Relax-Fuenlabrada | + 5' 28"  |
| 9      | Daniel Atienza      | Cofidis                   | + 5' 45"  |
| 10     | Jevgeni Petrov      | iBanesto.com              | + 5' 55"  |
|        |                     |                           |           |
| 18     | Mario Aerts         | Team Telekom              | + 9' 46"  |
| 31     | Bram de Groot       | Rabobank                  | + 26' 37" |

### Bergklassement
| Plaats    | Naam              | Ploeg              | Punten |
| --------- | ----------------- | ------------------ | ------ |
| Rode trui | Michael Rasmussen | Rabobank           | 83     |
| 2         | Aitor Kintana     | Cafés Baqué        | 75     |
| 3         | Jesús Manzano     | Kelme-Costa Blanca | 52     |

### Puntenklassement
| Plaats     | Naam                | Ploeg                   | Punten |
| ---------- | ------------------- | ----------------------- | ------ |
| Witte trui | Ángel Vicioso       | ONCE-Eroski             | 79     |
| 2          | George Hincapie     | US Postal-Berry Floor   | 54     |
| 3          | José A. Pecharroman | Paternina-Costa Almeria | 51     |
|            |                     |                         |        |
| 9          | Bram de Groot       | Rabobank                | 33     |

### Sprintklassement
| Plaats      | Naam              | Ploeg                     | Punten |
| ----------- | ----------------- | ------------------------- | ------ |
| Blauwe trui | Josep Jufré       | Colchon Relax-Fuenlabrada | 10     |
| 2           | Alberto Hierro    | Cafés Baqué               | 8      |
| 3           | Joaquim Rodríguez | ONCE-Eroski               | 8      |
|             |                   |                           |        |
| 4           | Bram de Groot     | Rabobank                  | 7      |

### Ploegenklassement
| Plaats | Ploeg                      | Tijd      |
| ------ | -------------------------- | --------- |
|        | Paternina-Costa de Almeria | 66u55'56" |
| 2      | iBanesto.com               | + 5' 07"  |
| 3      | Colchon Relax-Fuenlabrada  | + 5' 22"  |

1911 · 1912 · 1913 · 1914-1919 · 1920 · 1921-1922 · 1923 · 1924 · 1925 · 1926 · 1927 · 1928 · 1929 · 1930 · 1931 · 1932 · 1933 · 1934 · 1935 · 1936 · 1937 · 1938 · 1939 · 1940 · 1941 · 1942 · 1943 · 1944 · 1945 · 1946 · 1947 · 1948 · 1949 · 1950 · 1951 · 1952 · 1953 · 1954 · 1955 · 1956 · 1957 · 1958 · 1959 · 1960 · 1961 · 1962 · 1963 · 1964 · 1965 · 1966 · 1967 · 1968 · 1969 · 1970 · 1971 · 1972 · 1973 · 1974 · 1975 · 1976 · 1977 · 1978 · 1979 · 1980 · 1981 · 1982 · 1983 · 1984 · 1985 · 1986 · 1987 · 1988 · 1989 · 1990 · 1991 · 1992 · 1993 · 1994 · 1995 · 1996 · 1997 · 1998 · 1999 · 2000 · 2001 · 2002 · 2003 · 2004 · 2005 · 2006 · 2007 · 2008 · 2009 · 2010 · 2011 · 2012 · 2013 · 2014 · 2015 · 2016 · 2017 · 2018 · 2019 · 2020 · 2021 · 2022 · 2023 · 2024 · 2025